# Castrica sordidior
Castrica sordidior är en fjärilsart som beskrevs av Rothschild 1909. Castrica sordidior ingår i släktet Castrica och familjen björnspinnare. Inga underarter finns listade i Catalogue of Life.